# Frankenstein Unbound
Frankenstein Unbound is een Amerikaanse horrorfilm uit 1990 onder regie van Roger Corman. 

## Verhaal
In de 21e eeuw voert dokter Buchanan proeven uit met implosies. Op die manier reist hij terug naar de tijd van dokter Frankenstein. In een nabijgelegen landhuis in Genève wonen op dat ogenblik Lord Byron, Percy Shelley en Mary Shelley, die de experimenten van dokter Frankenstein gadeslaat en daardoor inspiratie opdoet voor haar roman.

## Rolverdeling
| Acteur              | Personage           |
| ------------------- | ------------------- |
| John Hurt           | Buchanan            |
| Raúl Juliá          | Victor Frankenstein |
| Nick Brimble        | Monster             |
| Bridget Fonda       | Mary                |
| Catherine Rabett    | Elizabeth           |
| Jason Patric        | Lord Byron          |
| Michael Hutchence   | Percy Shelley       |
| Catherine Corman    | Justine Moritz      |
| William Geiger      | Laborant            |
| Mickey Knox         | Generaal Reade      |
| Myriam Cyr          | Voorlichter         |
| Terris Treas        | Computerstem        |
| Cynthia Allison     | Nieuwslezeres       |
| Isabella Rocchietta | Dorrie              |
| Matt Cassidy        | Jongen              |